# Cratichneumon astutus
Cratichneumon astutus là một loài tò vò trong họ Ichneumonidae.